# Табель о рангах
Та́бель о ра́нгах — таблица, содержащая перечень соответствий между военными, гражданскими и придворными чинами, ранжированными по 14 классам. Учреждена указом Петра I от 24 января (4 февраля) 1722 года «Табель о рангах всех чинов, воинских, статских и придворных, которые в котором классе чины; и которые в одном классе, те имеют по старшинству времени вступления в чин между собою, однако ж воинские выше прочих, хотя б и старее кто в том классе пожалован был». В дальнейшем с многократными изменениями применялась в Российской империи и Российской республике.
В тексте указа присутствовало более естественное для современного русского языка словосочетание «табель рангов», однако в историю прочно вошло словосочетание «табель о рангах», использованное в заголовке указа. Изначально это словосочетание имело два основных значения: 1) таблица, структурирующая чины; 2) название указа как закона о военной, статской (гражданской) и придворной службах, которым, в частности, учреждалась представленная в нём Табель. Впоследствии словосочетание «табель о рангах» использовалось и в настоящее время используется также в переносном смысле как иерархия каких-либо объектов ранжирования.

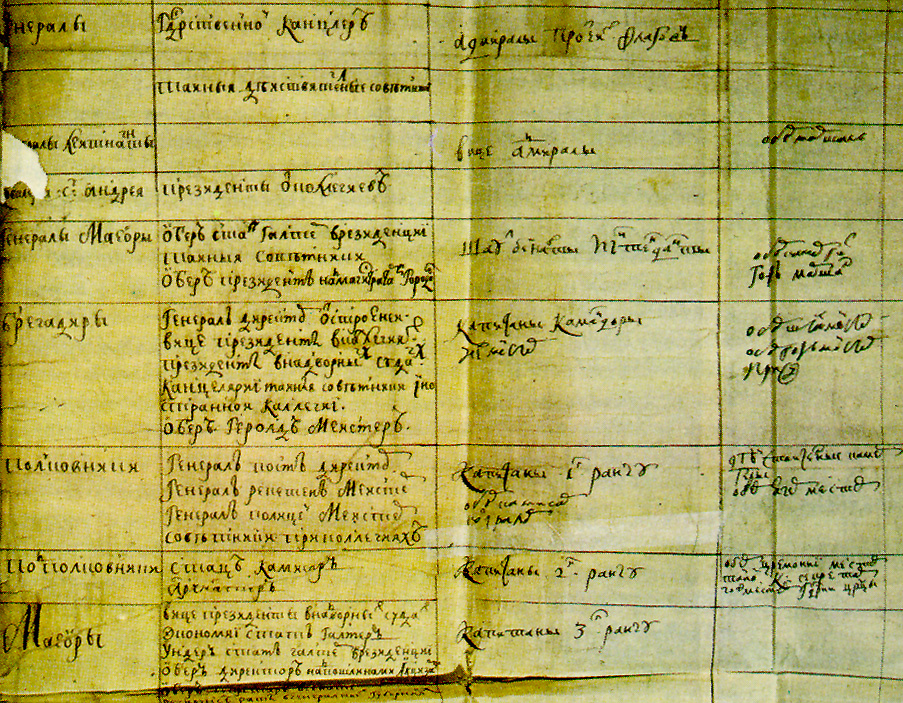
Табель о рангах, одна из редакций XVIII века

## История создания
Вопрос соотношения чинов был предметом внимания Петра I задолго до учреждения табели о рангах. В записке Петра I от 18 (29) декабря 1713 года указывалось: «Выписать из шведских и прочих порядок градусов всех чинов, кроме воинских».
Пётр лично принимал участие в редактировании указа, в основу которого легли заимствования из «расписаний чинов» французского, прусского, шведского и датского королевств. Указ рассматривался также в Военной и Адмиралтейской коллегиях, где был сделан ряд замечаний о размещении чинов по рангам, об окладах жалованья, о введении в табель древних русских чинов и об устранении пункта о штрафах за занятие в церкви места выше своего ранга. Все эти замечания были оставлены без рассмотрения. В работе над окончательной редакцией указа принимали участие сенаторы Головкин и Брюс и генерал-майоры Матюшкин и Дмитриев-Мамонов.

## Основные положения указа

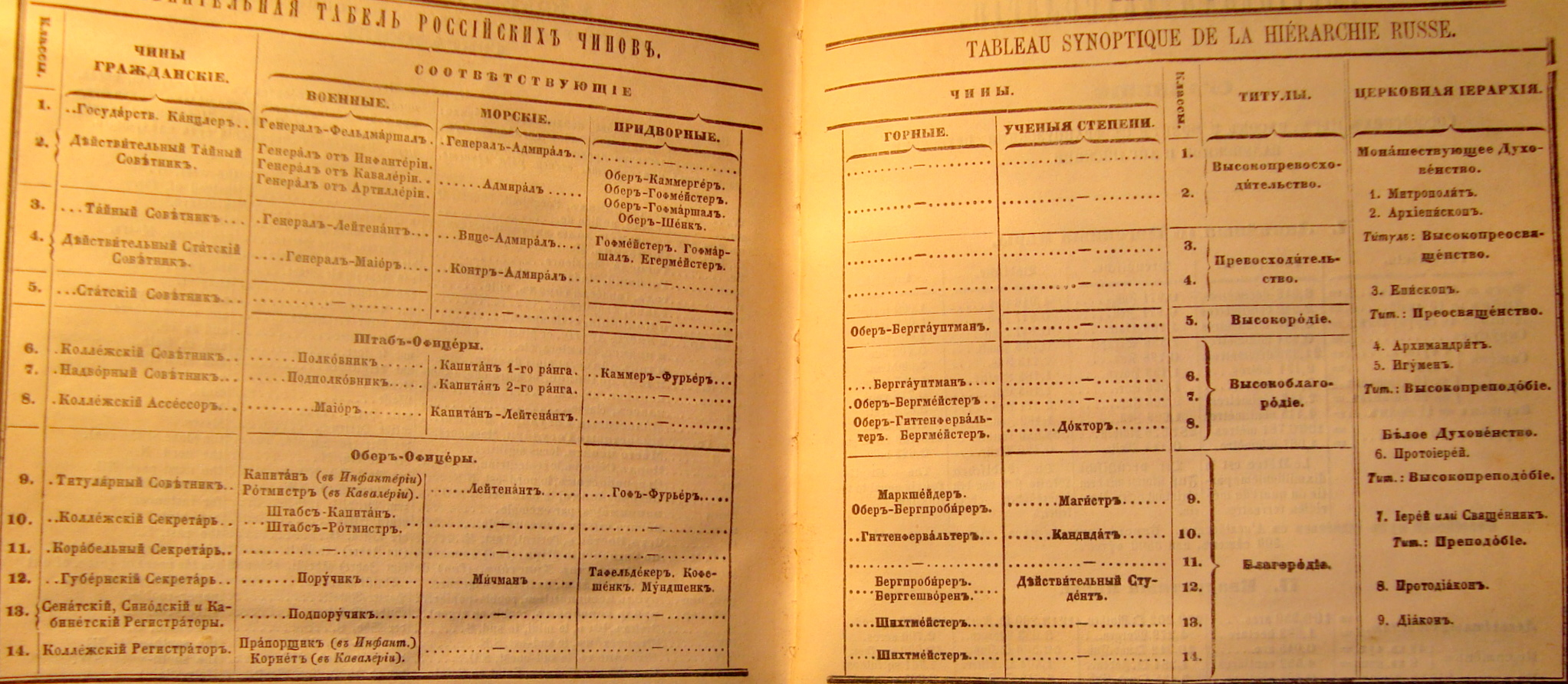
Табель о рангах (конец XIX века)

Петровская Табель о рангах насчитывала 263 должности, каждая из которых с момента издания указа являлась также и ранжированным чином, и один статус, не связанный с должностными обязанностями — «кавалеры Св. Андрея» — в составе сухопутных военных чинов 3-го класса. Впоследствии многие из указанных в табели должностей были упразднены, а названный статус из табели исключён. Военные чины объявлялись выше соответствующих им гражданских и даже придворных чинов. Указ содержал 19 пояснительных пунктов к табели. Содержание пояснительных пунктов сводится к следующему.
Князья императорской крови имеют при всяких случаях председательство над всеми князьями и «высокими служителями российского государства». За этим исключением общественное положение служащих лиц определяется чином, а не «породой».
За требование почестей и мест выше чина при публичных торжествах и в официальных собраниях полагается штраф, равный двухмесячному жалованью штрафуемого; ⅓ штрафных денег поступает в пользу доносителя, остальное — на содержание госпиталей. Такой же штраф полагается и за уступку своего места лицу низшего ранга.
Табель в некоторой степени давала возможность выдвинуться талантливым людям из низших сословий. «Дабы тем охоту подать к службе и оным честь, а не нахалам и тунеядцам получить», — гласил 3-й пункт указа.
Лица, состоявшие на иноземной службе, могут получить соответствующий чин не иначе как по утверждению за ними «того характера, который они в чужих службах получили».
Сыновья титулованных лиц и вообще знатнейших дворян хотя и имеют в отличие от других свободный доступ к придворным ассамблеям, но не получают никакого чина, пока «отечеству никаких услуг не покажут, и за оные характера не получат». Гражданские чины, как и военные, даются по выслуге лет или по особенным «знатным» служебным заслугам.
Каждый должен иметь экипаж и ливрею, соответствующие своему чину.
Публичное наказание на площади, а равно и пытка влекут за собою утрату чина, который может быть возвращён лишь за особые заслуги именным указом, публично объявленным.
Замужние жёны «поступают в рангах по чинам мужей их» и подвергаются тем же штрафам за проступки против своего чина. Девицы при сравнении с жёнами лиц, имеющих чин, считаются на 4 ранга ниже своих отцов.
Все, получившие восемь первых рангов по статскому или придворному ведомству, причисляются потомственно к лучшему старшему дворянству, «хотя бы и низкой породы были»; на военной службе потомственное дворянство приобретается получением первого обер-офицерского чина, причём дворянское звание распространяется только на детей, рождённых уже после получения отцом этого чина; если по получении чина детей у получившего потомственное дворянство не родится, он может просить о пожаловании дворянства одному из преждерождённых его детей.
Пётр I, во всем подчёркивая предпочтение военным перед статскими, не хотел устанавливать статских чинов первого класса; однако, склонившись на уговоры Остермана, из соображений дипломатического престижа приравнял к первому классу чин канцлера как главы дипломатического ведомства. Лишь впоследствии был установлен чин действительного тайного советника I класса. Всего статских чинов насчитывалось 96, их условно можно распределить на шесть групп: общегосударственные — 33 чина, горные — 7, сенатские — 7, чины в коллегиях — 24, в резиденции императорского двора — 10, в губерниях — 15.
Относительно низкий ранг (4-й класс) полагался президенту «статской» коллегии, то есть, по европейским понятиям, министру. Впоследствии министры имели чины действительного тайного советника, тайного советника, в отдельных случаях — действительного статского советника, в частности, в царствование Николая II.
Генерал-адъютант состоял в 6-м классе (на одном уровне с сухопутным полковником и гвардейским майором), генерал-адъютант при генерал-фельдмаршале — в 7-м классе, генерал-адъютант при «генералах полных» — в 8-м классе. В дальнейшем чин генерал-адъютанта трансформировался в свитское звание, для получения которого необходимо было иметь военный чин не ниже 4-го класса.

## Влияние на общество и дворянство

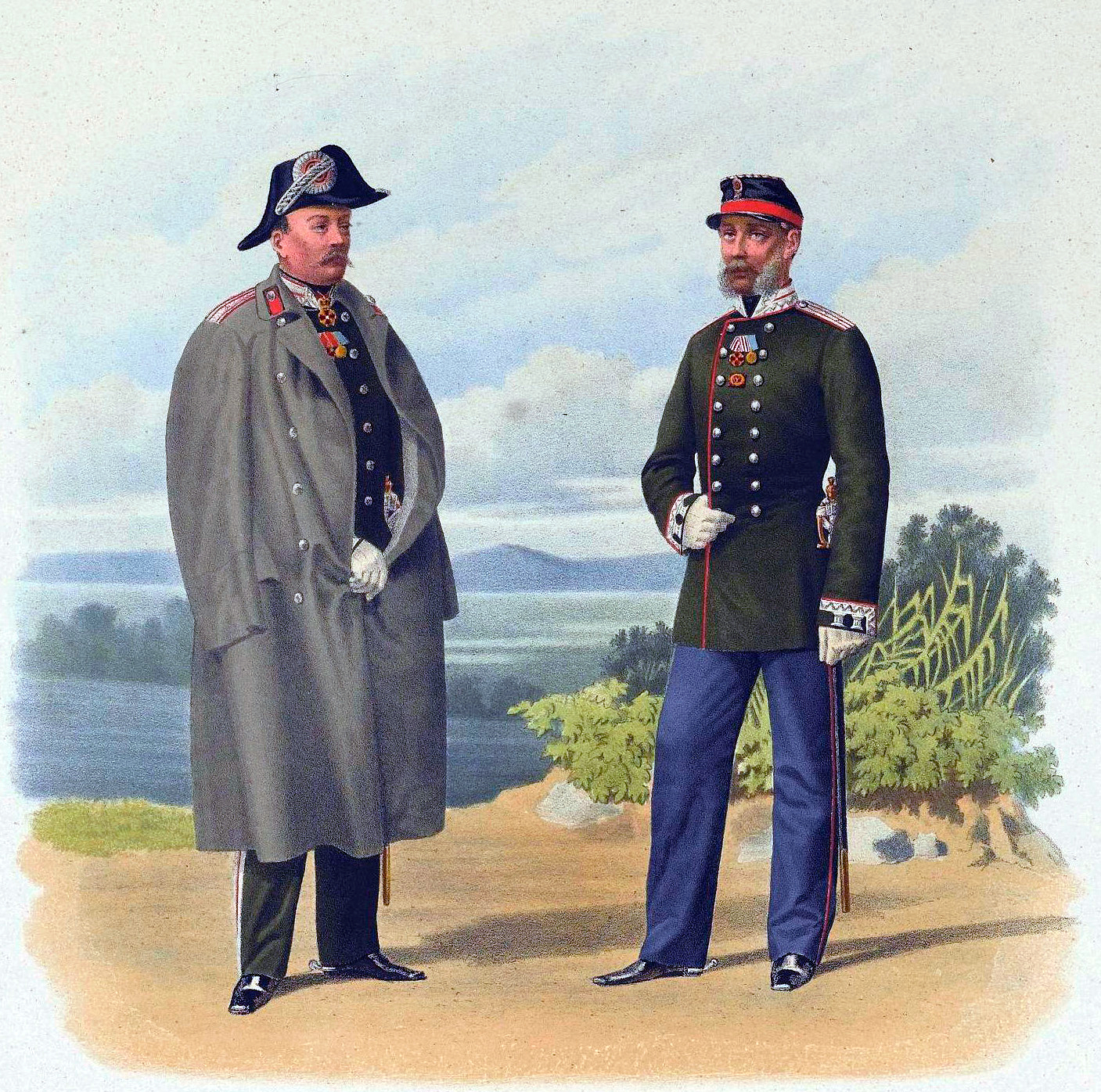
К. К. Пиратский. Чиновники Военного министерства 5-го и 8-го классов. 1863

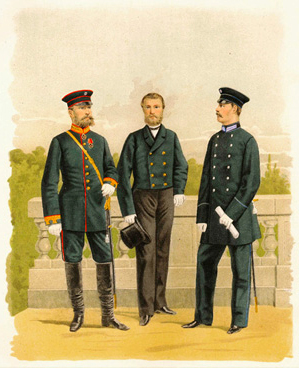
Гражданские чиновники военного ведомства. Артиллерийский чиновник штаб-офицерского звания, топограф обер-офицерского звания, чиновник учебно-воспитательной службы военно-учебных заведений, не имеющий военного чина. 1883 г.

При введении в действие табели о рангах древние русские чины — бояре, окольничьи и т. п. — не были формально упразднены, но пожалование этими чинами прекратилось.
Петровская табель о рангах менялась на протяжении почти двух веков в результате основных реформ. Названия же ряда гражданских должностей превратились в гражданские чины безотносительно к реальным обязанностям их носителя. Так, названия чинов «коллежский секретарь», «коллежский асессор», «коллежский советник» и «статский советник» первоначально означали должности секретаря коллегии, члена совета коллегии с совещательным и решающим голосом и президента «статской» коллегии. «Надворный советник» означало председателя надворного суда; надворные суды были отменены уже в 1726 году, а название чина сохранялось вплоть до 1917 года.
Учреждение табели и последующие издания соответствующих нормативно-правовых актов оказали существенное влияние и на служебный распорядок, и на исторические судьбы дворянского сословия. Важным регулятором продвижения по службе стала личная выслуга; «отеческая честь», «порода» утратили прежнее большое значение. Это привело к увеличению социальной мобильности.
Значение личных достижений по службе было подчёркнуто высочайшим указом от 3 (15) апреля 1809 года, согласно которому прекращалось присвоение придворных чинов камергера и камер-юнкера. Обладатели этих чинов, не состоящие на военной или гражданской службе, обязаны были выбрать один из этих двух видов службы или уйти в отставку.
Узаконено было приобретение дворянства выслугой известного чина и пожалованием монарха, что повлияло на демократизацию дворянского класса, на закрепление служилого характера дворянства и на расслоение дворянской массы на новые группы — дворянства потомственного и личного.
По манифесту 11 (23) июня 1845 года право на потомственное дворянство приобреталось с производством в штаб-офицерский чин (8-й класс) или в чин 5-го класса гражданской службы при условии, что эти чины присвоены не при выходе в отставку. Личное дворянство чиновник получал только с 9-го класса, служащие в более низких чинах имели право на статус личных почётных граждан. В военной службе личное дворянство давали так называемые обер-офицерские чины (не выше 9-го класса).
Александр II указом от 9 (21) декабря 1856 года установил, что право на потомственное дворянство приобреталось получением чина полковника (6-й класс), а по гражданскому ведомству — получением чина 4-го класса (действительный статский советник). Эти положения действовали до 1917 года.

## Дальнейшее развитие идеи
Дальнейшее законодательство о чинопроизводстве несколько уклонилось от первоначальной идеи Табели о рангах.
По первоначальному замыслу чины означали сами должности, распределённые по 14 классам, однако с течением времени чины получили самостоятельное значение почётных титулов, независимо от должностей.
С другой стороны, для производства в некоторые чины для дворян установились сокращённые сроки; затем были повышены чины, дававшие право потомственного дворянства. Эти нормы имели целью ограничить демократизирующее действие табели на состав дворянского сословия.
В XVIII веке чины по Табели о рангах сначала, в основном, соответствовали должностям, но затем соответствие нарушилось. В течение 1830—1850-х годов было составлено расписание должностей гражданской службы по классам, где каждой должности соответствовал определённый класс, что фиксировалось в штатных расписаниях ведомств и учреждений. Определение на должность зависело от класса должности и имеющегося чина. Позволялось иметь чины на 1 класс выше или на 2 класса ниже занимаемой должности в центральных учреждениях, а в губернских — более чем на 2 класса ниже. На низшие должности (12-го и 14-го классов) разрешалось назначать лиц, не имевших классных чинов. Лица, служившие по учебному ведомству, могли занимать должности выше имевшихся у них чинов, а также получать следующие чины, оставаясь в должности более низкого класса. Должности исправников, полицеймейстеров, а также по удельному управлению и ряду других ведомств разрешалось занимать без соответствующих чинов. После реформы 1861 года ведомства стремились получить право назначения независимо от чинов на всё более широкий круг должностей.
Классные чины употребляются и в современной России. В настоящее время действует таблица соотношения классных чинов федеральной государственной гражданской службы, воинских и специальных званий, классных чинов юстиции, классных чинов прокурорских работников, утверждённая указом президента РФ от 01.02.2005 № 113 (в редакции Указа Президента РФ от 01.03.2024 № 161).

## Чины и сроки выслуги
| Класс | Гражданские (статские) чины | Военные чины | Военные чины | Придворные чины | Срок выслуги до получения следующего чина, следующий гражданский чин |
| Класс | Гражданские (статские) чины | В армии | Во флоте | Придворные чины | Срок выслуги до получения следующего чина, следующий гражданский чин |
| ----- | --- | --- | --- | --- | -------------------------------------------------------------------- |
| 1     | - Канцлер - Действительный тайный советник 1-го класса (с 1773) | - Генерал-фельдмаршал | - Генерал-адмирал | нет | нет                                                                  |
| 2     | - Действительный тайный советник | - Генерал от инфантерии (до 1763, с 1796) - Генерал от кавалерии (до 1763, с 1796) - Генерал-фельдцейхмейстер (до 1796) - Генерал-аншеф (1763—1796) - Генерал от артиллерии (с 1796) - Инженер-генерал (с 1796) - Штатгальтер                                                                          | - Адмирал - Генерал (с 1859) | - Обер-маршал (до 1726) - Обер-гофмаршал (с 1726) - Обер-камергер (с 1728) - Обер-егермейстер (с 1757) - Обер-гофмейстер (с 1760) - Обер-шталмейстер (с 1766) - Обер-шенк (с 1762) | не предусмотрен                                                      |
| 3     | - Генерал-прокурор - Тайный советник (с 1724) - Генерал-полицмейстер (1745—1764) | - Генерал-лейтенант (до 1741, после 1796) - Генерал-кригскомиссар (до 1808) - Инженер-генерал (1728—1796) - Генерал-поручик (1741—1796) - Полковник гвардии (1748—1798) | - Вице-адмирал - Генерал-кригскомиссар флота (до 1817) | - Обер-шталмейстер (до 1766) - Гофмаршал (с 1742) - Шталмейстер (с 1766) - Егермейстер (с 1773) - Гофмейстер (с 1796) - Обер-церемониймейстер (с 1796) - Обер-форшнейдер (с 1856)  | не предусмотрен                                                      |
| 4     | - Тайный советник (1722—1724) - Действительный статский советник (с 1724) - Обер-церемониймейстер (1743—1796) - Герольдмейстер (1763—18??)                                                            | - Генерал-майор - Полковник гвардии (1722—1748) - Подполковник гвардии (1748—1798) - Генерал от фортификации (1741—1796) - Генерал-провиантмейстер (1766—18??) - Обер-штер-кригскомиссар (до 1868) | - Шаутбенахт (1722—1732) - Контр-адмирал (с 1732) - Капитан 1-го ранга (1762—1764) - Обер-сарваер (1798—1805)                                                       | - Обер-камергер (до 1728) - Обер-гофмейстер (до 1760) - Камергер (1737—1809) | не предусмотрен                                                      |
| 5     | - Обер-церемониймейстер (до 1743) - Генерал-полицмейстер (до 1745) - Герольдмейстер (до 1763) - Архиятр (до 1763) - Статский советник (с 1724) - Церемониймейстер (1743—1796) - Тайный камерир (1801) | - Бригадир (1722—1796) - Премьер-майор гвардии (1748—1797) - Подполковник гвардии (1722—1748) - Штер-кригскомиссар (до 1868) - Генерал-провиантмейстер (до 1766) - Военный советник (1763—1809) | - Капитан-командор (1722—1732, 1751—1764, 1798—1827) - Капитан 1-го ранга (1764—?) - Обер-сарваер (до 1798)                                                         | - Обер-шенк (до 1762) - Гофмейстер (до 1796) - Камер-юнкер (1742—1809) - Церемониймейстер (с 1796)                                                                                 | не предусмотрен                                                      |
| 6     | - Коллежский советник - Военный советник (1836—1848) | - Полковник в пехоте - Премьер-майор гвардии (1731—1748) - Секунд-майор гвардии (1731—1797) - Полковник гвардии (с 1798) - Обер-кригскомиссар (до 1868) | - Капитан 1-го ранга (до 1762, ? — 1917) - Сарваер (до 1798) | - Обер-егермейстер (до 1757) - Шталмейстер (до 1766) - Гофмаршал (до 1742) - Камер-фурьер (1742—1884) - Камер-юнкер (1737—1742) - Камергер (до 1737)                               | 4 года↗Статский советник                                             |
| 7     | - Церемониймейстер (до 1743) - Надворный советник (с 1745) | - Генерал-вагенмейстер (до 1731 или позже) - Подполковник в пехоте - Войсковой старшина у казаков (с 1884) - Кригскомиссар (до 1868) - в гвардии: - Капитан гвардии - Ротмистр гвардии | - Капитан 2-го ранга - Корабельный мастер (1764—1826) | нет | 4 года↗Коллежский советник                                           |
| 8     | - Коллежский асессор - Надворный советник (до 1745) | - Премьер-майор и секунд-майор (1731—1797) - Майор в пехоте (1798—1884) - Капитан в пехоте (с 1884—1917) - Ротмистр в кавалерии (с 1884—1917) - Штабс-капитан гвардии (с 1798) - у казаков: - Войсковой старшина (1798—1884) - Есаул (с 1884)                                                          | - Корабельный мастер (до 1764) - Капитан 3-го ранга (до 1764) - Капитан-поручик (1764—1798) - Капитан-лейтенант (1798—1884, 1907—1911) - Старший лейтенант (с 1912) | - Титулярный камергер (до 1771) - Унтер-шталмейстер (1766—?) - Обер-берейтор (1766—?)                                                                                              | 4 года↗Надворный советник                                            |
| 9     | - Титулярный советник | - Капитан в пехоте (1722—1884) - Штабс-капитан в пехоте (с 1884) - Поручик гвардии (с 1730) - Ротмистр в кавалерии (1798—1884) - Штабс-ротмистр в кавалерии (с 1884) - у казаков: - Есаул (1798—1884) - Подъесаул (с 1884)                                                                             | - Галерный мастер (до 1826) - Капитан-поручик (до 1764) - Лейтенант (1764—1906, с 1912) - Старший лейтенант (1907—1911)                                             | - Камер-юнкер (до 1737) - Гоф-фурьер - Фуражмейстер (1766—?) - Берейтор (1766—?) - Ясельничий (1766—?)                                                                             | 3 года↗Коллежский асессор                                            |
| 10    | - Коллежский секретарь | - Капитан-поручик в пехоте (1730—1797) - Штабс-капитан в пехоте (1797—1884) - Секунд-ротмистр в кавалерии (до 1797) - Штабс-ротмистр в кавалерии (1797—1884) - Цейхвартер в артиллерии (до 1884) - Поручик (с 1884) - Подпоручик гвардии (с 1730) - у казаков: - Подъесаул (до 1884) - Сотник (с 1884) | - Лейтенант (1722—1764) - Мичман (с 1884) | нет | 3 года↗Титулярный советник                                           |
| 11    | - Корабельный секретарь (не ранее 1790) | нет | - Корабельный секретарь (до 1764) | нет | нет                                                                  |
| 12    | - Губернский секретарь | - Поручик (1730—1884) - Подпоручик в пехоте (с 1884) - Корнет в кавалерии (с 1884) - Прапорщик гвардии (1730—1884) - у казаков: - Сотник (до 1884) - Хорунжий (с 1884) | - Унтер-лейтенант (1722—1732) - Мичман (1796—1884) | - Тафельдекер (с 1827) - Кофешенк (с 1827) | 3 года↗Коллежский секретарь                                          |
| 13    | - Кабинетский регистратор - Провинциальный секретарь - Сенатский регистратор - Синодский регистратор (с 1764)                                                                                         | - Подпоручик в пехоте (1730—1884) - Прапорщик в пехоте (с 1884, только в военное время) - Штык-юнкер в артиллерии (1722—1796) - Секунд-поручик в артиллерии (1722—1796) | - Констапель (1764—1830) | нет | нет                                                                  |
| 14    | - Коллежский регистратор - Коллежский юнкер (коллегии-юнкер) (до 1822) - Городовой секретарь (1763—18??) - Коллежский комиссар                                                                        | - Фендрик в пехоте (1722—1730) - Прапорщик в пехоте (1730—1884) - Корнет в кавалерии (1731—1884) - Хорунжий у казаков (1798—1884) | - Констапель (до 1764) - Мичман (1732—1796) | нет | 3 года↗Губернский секретарь                                          |

### Обращения соответственно классу
| Класс     | 1—2                           | 3—4                     | 5                | 6—8                   | 9—14            |
| --------- | ----------------------------- | ----------------------- | ---------------- | --------------------- | --------------- |
| Обращения | Ваше высокопревосходительство | Ваше превосходительство | Ваше высокородие | Ваше высокоблагородие | Ваше благородие |

### Горные чины
В 1722—1867 годах в горном ведомстве Российской империи (Берг-коллегия, Горный департамент) существовали особые горные чины, семь из которых были представлены в первой редакции Табели.

## Чины и звания вне табели о рангах

#### Военный чин выше табели о рангах
- Генералиссимус[Комм. 2]

#### Воинские звания ниже табели о рангах
- Подпрапорщик, подхорунжий; портупей-прапорщик (в пехоте), портупей-юнкер (в артиллерии и лёгкой кавалерии), фанен-юнкер (в драгунах), эстандарт-юнкер (в тяжёлой кавалерии), кондукто́р во флоте.
- Фельдфебель, вахмистр в кавалерии, боцман во флоте, (до 1798 сержант).
- Старший строевой унтер-офицер (до 1798 — каптенармус, фурьер), боцманмат.
- Младший унтер-офицер (до 1798 — капрал), квартирмейстер во флоте.

#### Звания канцелярских служителей ниже Табели о рангах
Губернский регистратор
Высшее внетабельное звание приказного служителя, которое встречается в документах начиная с XVIII в., но вышло из употребления уже в пер. пол. XIX в. В шутку его относили к несуществующему 15-му классу.
Канцелярист
Высшее внетабельное звание приказного служителя (помимо губернского регистратора), старший из приказных. Под руководством секретарей составляли документы. Канцелярист мог претендовать на чин коллежского регистратора — первый чин Табели о рангах, соответствующий 14-му классу.
Подканцелярист
Среднее внетабельное звание приказного служителя. Являлся младшим письмоводителем, переписчиком бумаг в канцелярии.
Копиист (копеист, копист)
Низшее внетабельное звание приказного служителя. Буквально: тот, кто копирует (переписывает от руки) документы, бумаги.

## Прекращение действия

### Придворные чины
Де-факто прекратили существование после Февральской революции. Вопрос о дате упразднения придворных чинов де-юре остаётся открытым, поскольку об издании соответствующего нормативно-правового акта сведений не имеется.

### Гражданские чины
Прекратили существование с 12 (25) ноября 1917 года — даты вступления в силу Декрета об уничтожении сословий и гражданских чинов.

### Военные чины
На территории Петроградского военного округа прекратили существование с 3 (16) декабря 1917 года на основании приказа по округу.
В армейских частях на остальной территории Российской республики, подконтрольной Совнаркому, прекратили существование с 17 (30) декабря 1917 года — даты вступления в силу принятого Совнаркомом «Декрета об уравнении всех военнослужащих в правах».
Во флоте прекратили существование с 12 (25) января 1918 года — даты вступления в силу «Декрета о демократизации флота», подписанного наркомом по морским делам П. Е. Дыбенко и управляющим Морским министерством М. В. Ивановым.
На территориях, подконтрольных белому и казачьим правительствам, применялись до октября 1922 года.

## Издания
- Табель о рангах всех чинов, воинских, статских, и придворных, и которые в котором классе чины, и которые в одном классе, те имеют по старшеству времени, вступления в чин между собою, однакож воинские выше протчих, хотя б и старее кто в том классе пожалован был.— [Москва]: Печатано в Московскои типографии, 30 января 1722. — 16 с.
- Табель о рангах с пополнением, какие чины состоят по особливым именным высочайшим указам и по статам сверх положенных в табели о рангах в классах чинов. — СПб.: при Сенате, 1771. — С. 15—32.